# Orden der günstigen Wolken

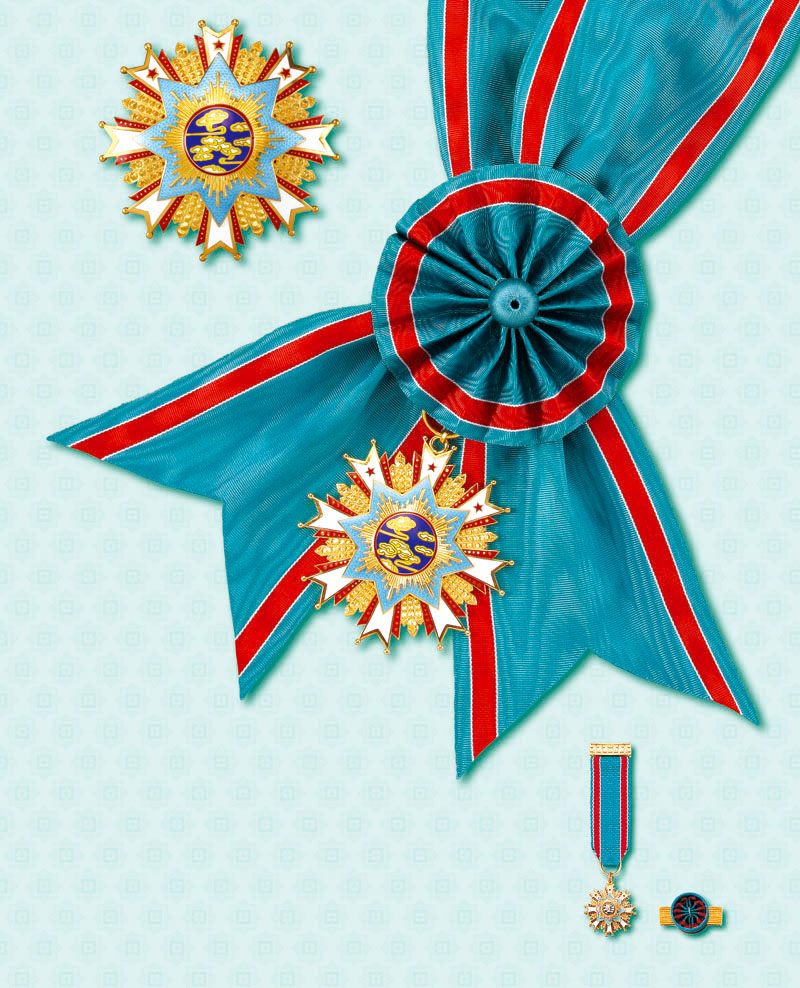
Orden der günstigen Wolken Kordon, Abzeichen, Stern, Medaille und Anstecknadel

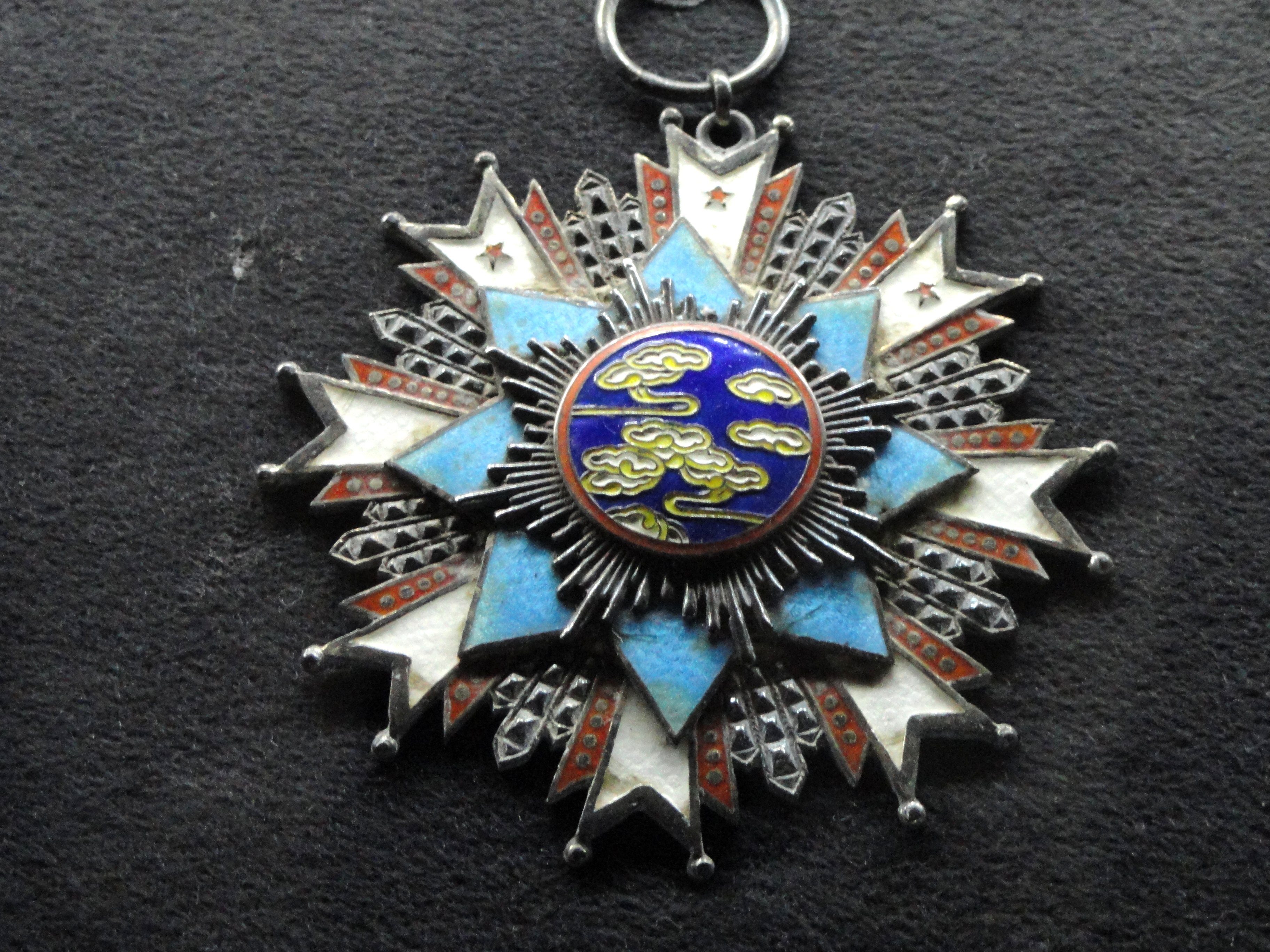
Foto des Ordens

Der Orden der günstigen Wolken oder Qingyun-Orden (chinesisch 卿雲勳章, Pinyin Qīng yún xūnzhāng) ist ein ziviler Orden der Republik China. 
Der Orden wurde am 12. Februar 1941 gestiftet und wird in neun Klassen vergeben. Er wird an Beamte für hervorragende Leistungen verliehen und an Nichtbeamte und Ausländer, die sich um das Land verdient machten.
Die neun Ordensklassen sind die im Folgenden aufgeführten.
| Klasse                                                            | Bandschnalle |
| ----------------------------------------------------------------- | ------------ |
| 1. Klasse („mit besonderer großer Kordel“) 一等卿雲勳章(特種大綬) |              |
| 2. Klasse („mit großer Kordel“) 二等卿雲勳章(大綬)                |              |
| 3. Klasse („mit grüner großer Kordel“) 三等卿雲勳章(綠色大綬)     |              |
| 4. Klasse („mit besonderem Halstuch“) 四等卿雲勳章(特種領綬)      |              |
| 5. Klasse („mit Halstuch“) 五等卿雲勳章(領綬)                     |              |
| 6. Klasse („mit besonderer Rosette“) 六等卿雲勳章(特種襟綬附勳表) |              |
| 7. Klasse („mit Rosette“) 七等卿雲勳章(襟綬附勳表)                |              |
| 8. Klasse („mit besonderem Band“) 八等卿雲勳章(特種襟綬)          |              |
| 9. Klasse (Grundversion) 卿雲勳章                                 |              |

## Träger
- 23. Oktober 1969: Mamoudou Maïdah, 2. Klasse[3]
- 23. Oktober 1969: Abdou Sidikou, 2. Klasse[3]
- Oktober 1980: Pieter Willem Botha, 1. Klasse[4]
- 2019: Hermann Otto Solms, 8. Klasse[5]
- August 2022: Nancy Pelosi, 1. Klasse[6]